# Commanderie d'Aix-en-Provence
La commanderie d'Aix-en-Provence (appelé par erreur prieuré)  est une possession des Hospitaliers de l'ordre de Saint-Jean de Jérusalem à Aix-en-Provence. Elle dépendait du grand prieuré de Saint-Gilles de la Langue de Provence.

## Description
La commanderie est actuellement occupée par le musée Granet.

## Protection
La façade sur jardin est inscrite au titre des monuments historiques par arrêté du 7 novembre 1979. La façade principale sur la place et la toiture correspondante sont classées au titre des monuments historiques par arrêté du 7 novembre 1979.